# Сторінки минулого
«Сторінки минулого» (рос. «Страницы былого») — український радянський художній фільм 1957 року режисерів Володимира Кочетова і Євгена Ташкова.

## Сюжет
1901 рік. В Одесу на заробітки приїжджає сільський хлопчина Олексій. Ще в поїзді він знайомиться з молодим робочим Дмитром і стає свідком арешту підпільника Сави...

## У ролях
- Петро Щербаков — Олексій Корень
- Карина Шмаринова — Люба
- Юрій Боголюбов — Митя
- Микола Боголюбов — Савва, підпільник
- Всеволод Санаєв — Скворцов, агент поліції
- Борис Бібіков — генерал
- Анна Пекарська — Варвара Михайлівна, сестра Люби
- Семен Свашенко — Ігнат, робочий-підпільник
- Микола Горлов — блондин, шпік

## Творча група
- Сценаристи: Олександр Абрамов, Михайло Писманник
- Режисери-постановники: Володимир Кочетов, Євген Ташков
- Оператор-постановник: Федір Сильченко
- Художник-постановник: Б. Ільюшин
- Режисер: В. Кошурін
- Композитор: Андрій Ешпай
- Звукооператор: Едуард Гончаренко
- Автор тексту пісень: Володимир Карпеко
- Художник по костюмах: Зетта Лагутіна
- Художник по гриму: Володимир Талала
- Режисер монтажу: Т. Дон
- Редактор: Ілля Жига-Резницький
- Директор картини: Віктор Брашеван